# 貝格湖
53°34′20″N 12°29′41″E / 53.57222°N 12.49472°E

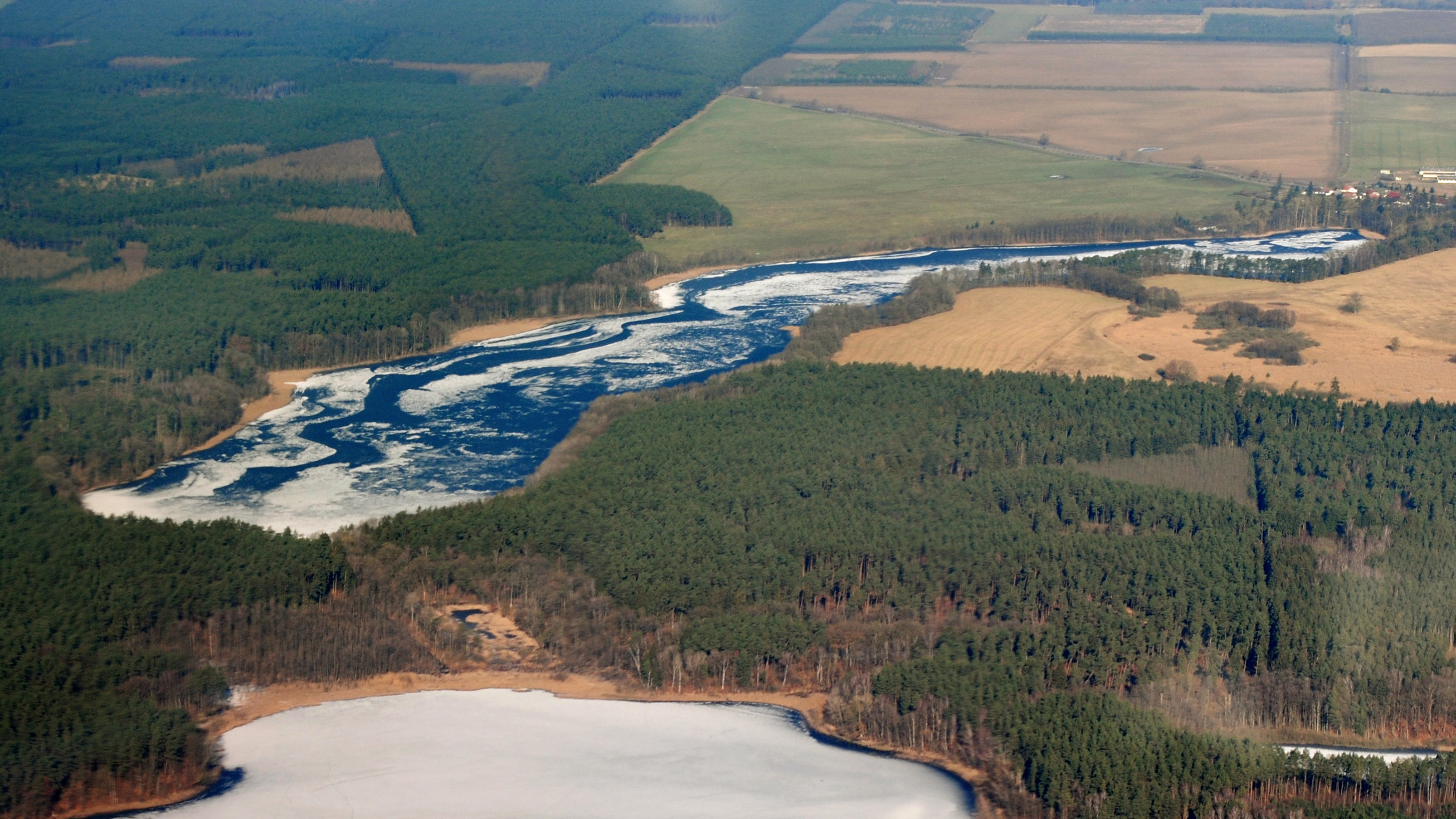

貝格湖（德語：Bergsee），是德國的湖泊，位於該國東北部，由梅克倫堡-前波美拉尼亞州負責管轄，處於梅克倫堡湖區縣，長1.7公里、寬0.4公里，面積0.59平方公里，海拔高度63米，平均水深6.4米，最大水深15米，水體容量376萬立方米。